# Sankt Marein bei Graz
Sankt Marein bei Graz (früher gelegentlich auch Sankt Marein am Pickelbach) ist eine Gemeinde im Bezirk Graz-Umgebung zwischen Graz und Feldbach mit 3758 Einwohnern (Stand 1. Jänner 2024) in der Steiermark. 2015 wurden die vormals eigenständigen Gemeinden Krumegg und Petersdorf II eingemeindet.

## Geografie

### Geografische Lage
Sankt Marein bei Graz liegt ca. 20 km östlich der Landeshauptstadt Graz im Bezirk Graz-Umgebung im Oststeirischen Hügelland.
Durch die Gemeinde fließt der Pickelbach, ein Nebenfluss der Raab. Sankt Marein bei Graz ist die östlichste Gemeinde im Bezirk.

### Gemeindegliederung
Die Gemeinde gliedert sich in fünf Ortschaften (Einwohner Stand 1. Jänner 2024):
- Kohldorf (269) samt Kocheregg
- Krumegg (1152) samt Brunn, Dornegg, Hohenegg, Lanergraben, Pirkwiesen und Prüfing
- Petersdorf II (900)
- Sankt Marein bei Graz-Markt (651)
- Sankt Marein bei Graz-Umgebung (786) samt Elxenbach, Graberberg, Holzmannsdorf, Holzmannsdorfberg, Mareinberg, Tirschenberg, Trausdorf und Trausdorfberg

Das Gemeindegebiet besteht aus drei Katastralgemeinden (Fläche Stand 31. Dezember 2023):
- Krumegg (1.618,56 ha)
- Petersdorf II (1.512,65 ha)
- St. Marein am Pickelbach (1.025,11 ha)

### Nachbargemeinden
Drei der sieben Nachbargemeinden liegen im Bezirk Südoststeiermark (SO), je eine im Bezirk Leibnitz (LB) bzw. im Bezirk Weiz (WZ).
|                                              | Nestelbach bei Graz                         | Sankt Margarethen an der Raab (WZ) |
| Nestelbach bei Graz                          | Kompassrose, die auf Nachbargemeinden zeigt | Kirchberg an der Raab (SO)         |
| Empersdorf (LB) Pirching am Traubenberg (SO) | Kirchbach-Zerlach (SO)                      |                                    |

## Geschichte
Das im Mittelalter entstandene St. Marein am Pickelbach war vom Ungarneinfall von 1418 und während der Ungarnkriege bis zum Beginn der Neuzeit von einem zwischenzeitlichen Siedlungsrückgang betroffen. Die Ortsgemeinde als autonome Körperschaft entstand 1850, mit Ministerialerlass vom 23. Januar 1871 wurde St. Marein am Pickelbach zum Markt erklärt.
Nach der Annexion Österreichs 1938 kamen die Gemeinden zum Reichsgau Steiermark, 1945 bis 1955 waren sie Teil der britischen Besatzungszone in Österreich.

### Eingemeindung
Im Rahmen der steiermärkischen Gemeindestrukturreform wurde Sankt Marein bei Graz ab 2015 mit der Gemeinde Krumegg und der (damals im Bezirk Südoststeiermark liegenden) Gemeinde Petersdorf II zusammengeschlossen.
Grundlage dafür war das Steiermärkische Gemeindestrukturreformgesetz – StGsrG.
Die Grenzen der Bezirke Südoststeiermark und Graz-Umgebung wurden so geändert, dass die neue Gemeinde vollständig im Bezirk Graz-Umgebung liegt.
Die ehemalige Gemeinde Petersdorf II lag bis Ende 2012 im Bezirk Feldbach und hatte das Kfz-Kürzel „FB“. Ab Mitte 2013 bis Ende 2014 wurden Kennzeichen mit dem Kürzel „SO“ zugeteilt, seit 2015 ist es „GU“.

### Bevölkerungsentwicklung
| Sankt Marein bei Graz: Einwohnerzahlen von 1869 bis 2024 | Sankt Marein bei Graz: Einwohnerzahlen von 1869 bis 2024 | Sankt Marein bei Graz: Einwohnerzahlen von 1869 bis 2024 | Sankt Marein bei Graz: Einwohnerzahlen von 1869 bis 2024 | Sankt Marein bei Graz: Einwohnerzahlen von 1869 bis 2024 |
| -------------------------------------------------------- | -------------------------------------------------------- | -------------------------------------------------------- | -------------------------------------------------------- | -------------------------------------------------------- |
| Jahr                                                     |                                                          |                                                          |                                                          | Einwohner                                                |
| 1869                                                     | 1869                                                     |                                                          | 2.846                                                    | 2.846                                                    |
| 1880                                                     | 1880                                                     |                                                          | 3.021                                                    | 3.021                                                    |
| 1890                                                     | 1890                                                     |                                                          | 3.015                                                    | 3.015                                                    |
| 1900                                                     | 1900                                                     |                                                          | 3.131                                                    | 3.131                                                    |
| 1910                                                     | 1910                                                     |                                                          | 3.251                                                    | 3.251                                                    |
| 1923                                                     | 1923                                                     |                                                          | 2.954                                                    | 2.954                                                    |
| 1934                                                     | 1934                                                     |                                                          | 3.037                                                    | 3.037                                                    |
| 1939                                                     | 1939                                                     |                                                          | 3.004                                                    | 3.004                                                    |
| 1951                                                     | 1951                                                     |                                                          | 3.002                                                    | 3.002                                                    |
| 1961                                                     | 1961                                                     |                                                          | 3.028                                                    | 3.028                                                    |
| 1971                                                     | 1971                                                     |                                                          | 3.024                                                    | 3.024                                                    |
| 1981                                                     | 1981                                                     |                                                          | 3.085                                                    | 3.085                                                    |
| 1991                                                     | 1991                                                     |                                                          | 3.241                                                    | 3.241                                                    |
| 2001                                                     | 2001                                                     |                                                          | 3.458                                                    | 3.458                                                    |
| 2011                                                     | 2011                                                     |                                                          | 3.557                                                    | 3.557                                                    |
| 2021                                                     | 2021                                                     |                                                          | 3.723                                                    | 3.723                                                    |
| 2024                                                     | 2024                                                     |                                                          | 3.758                                                    | 3.758                                                    |
| Quelle(n): Statistik Austria, Gebietsstand 1.1.2021      |                                                          |                                                          |                                                          |                                                          |

## Kultur und Sehenswürdigkeiten

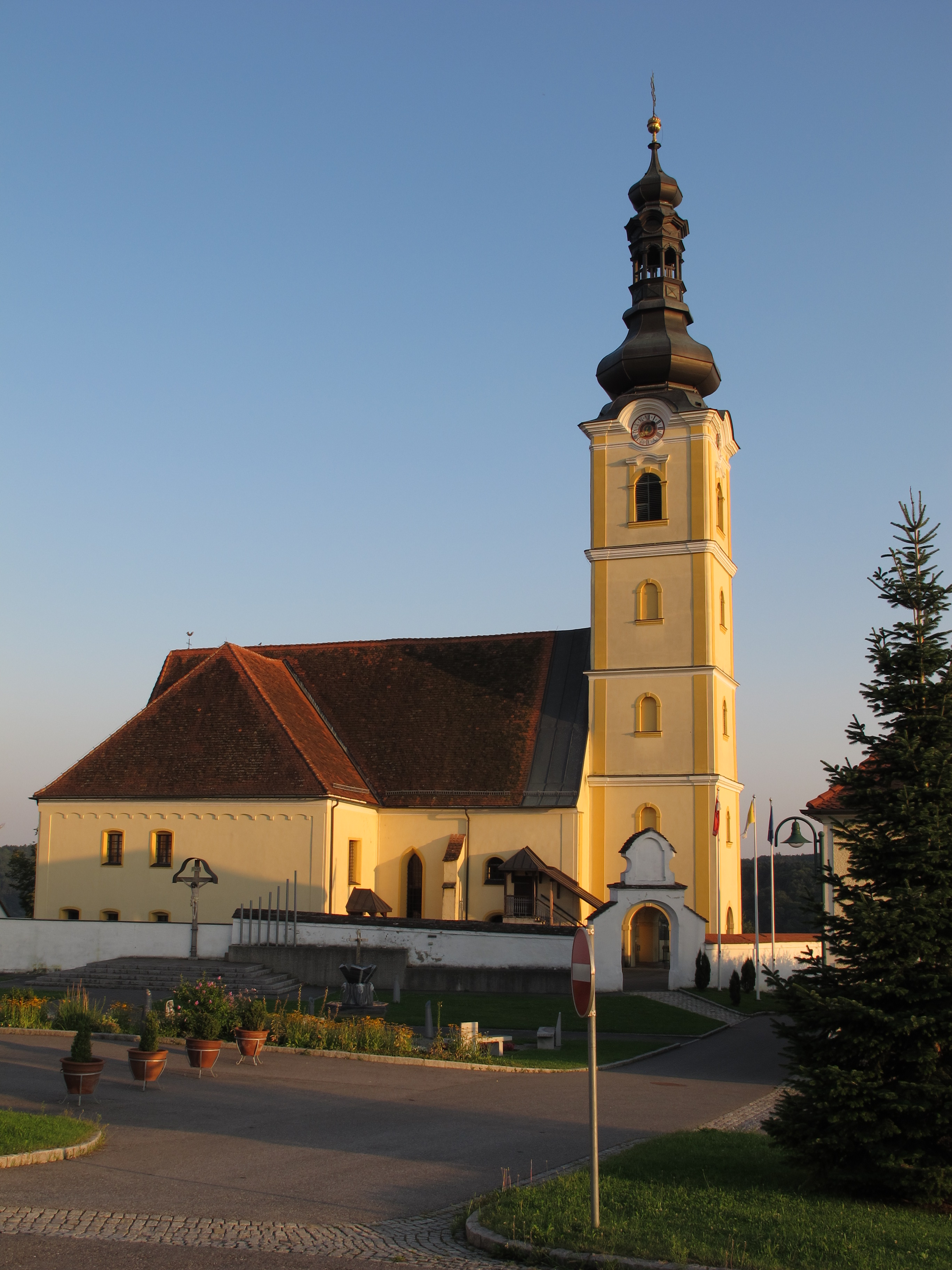
Pfarrkirche St. Marein

- Die Pfarrkirche steht auf einem erhöhten Plateau, von einer Nischenmauer mit zwei gedeckten Stiegenaufgängen umgeben. Erstmals 1224 erwähnt, ist sie ein spätgotischer Bau um 1550, mit Zwiebelturm.

## Wirtschaft und Infrastruktur

### Verkehr
Sankt Marein bei Graz liegt abseits der Hauptverkehrsstraßen. Die Südautobahn A 2 ist circa elf Kilometer entfernt und über die Anschlussstelle Laßnitzhöhe (exit 169) erreichbar. Die Feldbacher Straße B 68 von Gleisdorf nach Feldbach ist etwa sechs Kilometer entfernt, die Kirchbacher Straße B 73 von Graz nach Kirchbach in Steiermark circa acht Kilometer.
In Sankt Marein befindet sich kein Bahnhof. Zugang zur Steirischen Ostbahn besteht im Bahnhof Studenzen-Fladnitz in ca. 7 km mit stündlichen Regionalzug-Verbindungen nach Graz und Gleisdorf bzw. nach Feldbach.
Der Flughafen Graz ist ca. 23 km entfernt.

### Bildung
- Kindergarten
- Volksschule
- Neue Mittelschule
- Polytechnische Schule

## Politik

### Gemeinderat
Der Gemeinderat wurde am 28. Juni 2020 neu gewählt, besteht aus 21 Mitgliedern und setzt sich wie folgt zusammen:
- 16 ÖVP – stellte den Bürgermeister, 1. Vizebürgermeister, Gemeindekassier und das weitere Vorstandsmitglied
- 3 Grüne – stellt den 2. Vizebürgermeister
- 1 SPÖ
- 1 FPÖ

### Wappen

Wappen der Vorgängergemeinden
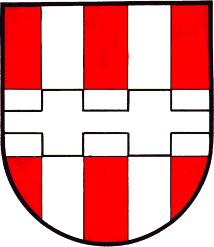
Krumegg
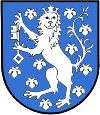
Petersdorf II
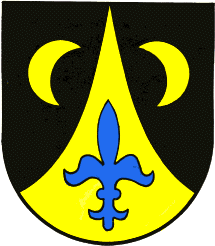
Sankt Marein bei Graz

Mit der Fusion der drei Gemeinden verloren die Wappen der fusionierten Gemeinden ihre offizielle Gültigkeit. Die Verleihung des ersten Gemeindewappens für Sankt Marein bei Graz erfolgte mit Wirkung vom 1. Juli 1966. Die Blasonierung (Wappenbeschreibung) lautete:
„In einem schwarzen Schild eine goldene, bis an den oberen Schildrand reichende eingebogene Spitze, die mit einer blauen Lilie belegt und beiderseits von einem einwärts gekehrten goldenen Halbmond begleitet ist.“
Hier wurde durch die Lilie als Symbol der Gottesmutter der Name der Pfarrkirche und der Marktgemeinde bezeichnet. Die goldenen Halbmonde in Schwarz sind dem Wappen der Herren von Gleispach entnommen, die im 16. Jahrhundert das Schloss Pirkwiesen innehatten.
Ein neues Gemeindewappen für die Fusionsgemeinde wurde von der Steiermärkischen Landesregierung mit Wirkung vom 15. Juni 2020 verliehen.
Die geänderte Blasonierung lautet:
„In rotem Schild golden eine bis an den oberen Schildrand reichende und mit einer blauen Lilie belegte eingebogene Spitze, rechts silbern zwei Pfähle, belegt mit einem silbernen Balken, darin ein anstoßender beiderseitig gezinnter Balken in Schattenfarbe, links silbern und pfahlweise aufrecht ein einwärtsgewandter gotischer Schlüssel.“
Damit hat das neue Wappen Elemente aus allen Vorgängergemeinden vereint.

## Persönlichkeiten

### Ehrenbürger
- 1970: Josef Krainer (1903–1971), Landeshauptmann der Steiermark 1948–1971[9]

### Söhne und Töchter der Marktgemeinde
- Johann Joseph Fux (1660–1741), Komponist
- Maria Lichtenegger (1906–1923)
- Alois Kraxner CSsR (1933–2010), Ordensgeistlicher und Bischofsvikar für die Ordensleute im Erzbistum Wien
- Ernst Michael Kopper (* 1945), Architekt
- Marianne Graf (* 1951), Mitbegründerin und Vorstandspräsidentin der Albania-Austria Partnerschaft.
- Karin Freitag (* 1980), Langstreckenläuferin

### Mit der Marktgemeinde verbunden
- Leonore Gewessler (* 1977), Bundesministerin für Klimaschutz, Umwelt, Energie, Mobilität, Innovation und Technologie der Republik Österreich (Bundesregierung Kurz II, Bundesregierung Schallenberg sowie Bundesregierung Nehammer)
- Klaus Salmutter (* 1984), Fußball-Nationalspieler